# Saint-Amour-Bellevue
Pour les articles homonymes, voir Saint-Amour.
Saint-Amour-Bellevue est une commune française située dans le département de Saône-et-Loire, en région Bourgogne-Franche-Comté.

## Géographie
Saint-Amour est un village viticole situé au sud-ouest de Mâcon, sur les premières hauteurs du Beaujolais.
| Pruzilly         | Saint-Vérand            |        |
| Juliénas (Rhône) | Saint-Amour-Bellevue    | Chânes |
|                  | La Chapelle-de-Guinchay |        |

### Climat
Pour des articles plus généraux, voir Climat de la Bourgogne-Franche-Comté et Climat de Saône-et-Loire.
En 2010, le climat de la commune est de type climat océanique altéré, selon une étude du Centre national de la recherche scientifique s'appuyant sur une série de données couvrant la période 1971-2000. En 2020, Météo-France publie une typologie des climats de la France métropolitaine dans laquelle la commune est dans une zone de transition entre le climat semi-continental et le climat de montagne et est dans la région climatique Bourgogne, vallée de la Saône, caractérisée par un bon ensoleillement (1 900 h/an), un été chaud (18,5 °C), un air sec au printemps et en été et des vents faibles.
Pour la période 1971-2000, la température annuelle moyenne est de 12,3 °C, avec une amplitude thermique annuelle de 18,7 °C. Le cumul annuel moyen de précipitations est de 824 mm, avec 10,1 jours de précipitations en janvier et 7,1 jours en juillet. Pour la période 1991-2020, la température moyenne annuelle observée sur la station météorologique de Météo-France la plus proche, « Mâcon », sur la commune de Charnay-lès-Mâcon à 8 km à vol d'oiseau, est de 12,3 °C et le cumul annuel moyen de précipitations est de 833,7 mm. 
La température maximale relevée sur cette station est de 39,8 °C, atteinte le 13 août 2003 ; la température minimale est de −21,4 °C, atteinte le 15 février 1956,,.
Les paramètres climatiques de la commune ont été estimés pour le milieu du siècle (2041-2070) selon différents scénarios d'émission de gaz à effet de serre à partir des nouvelles projections climatiques de référence DRIAS-2020. Ils sont consultables sur un site dédié publié par Météo-France en novembre 2022.

## Urbanisme

### Typologie
Au 1er janvier 2024, Saint-Amour-Bellevue est catégorisée commune rurale à habitat dispersé, selon la nouvelle grille communale de densité à sept niveaux définie par l'Insee en 2022.
Elle appartient à l'unité urbaine de Mâcon, une agglomération inter-régionale regroupant 16  communes, dont elle est une commune de la banlieue,,. Par ailleurs la commune fait partie de l'aire d'attraction de Mâcon, dont elle est une commune de la couronne,. Cette aire, qui regroupe 105 communes, est catégorisée dans les aires de 50 000 à moins de 200 000 habitants,.

### Occupation des sols
L'occupation des sols de la commune, telle qu'elle ressort de la base de données européenne d’occupation biophysique des sols Corine Land Cover (CLC), est marquée par l'importance des territoires agricoles (90,4 % en 2018), une proportion sensiblement équivalente à celle de 1990 (91 %). La répartition détaillée en 2018 est la suivante : cultures permanentes (69,2 %), prairies (15,6 %), zones urbanisées (9,6 %), zones agricoles hétérogènes (5,6 %). L'évolution de l’occupation des sols de la commune et de ses infrastructures peut être observée sur les différentes représentations cartographiques du territoire : la carte de Cassini (XVIIIe siècle), la carte d'état-major (1820-1866) et les cartes ou photos aériennes de l'IGN pour la période actuelle (1950 à aujourd'hui).

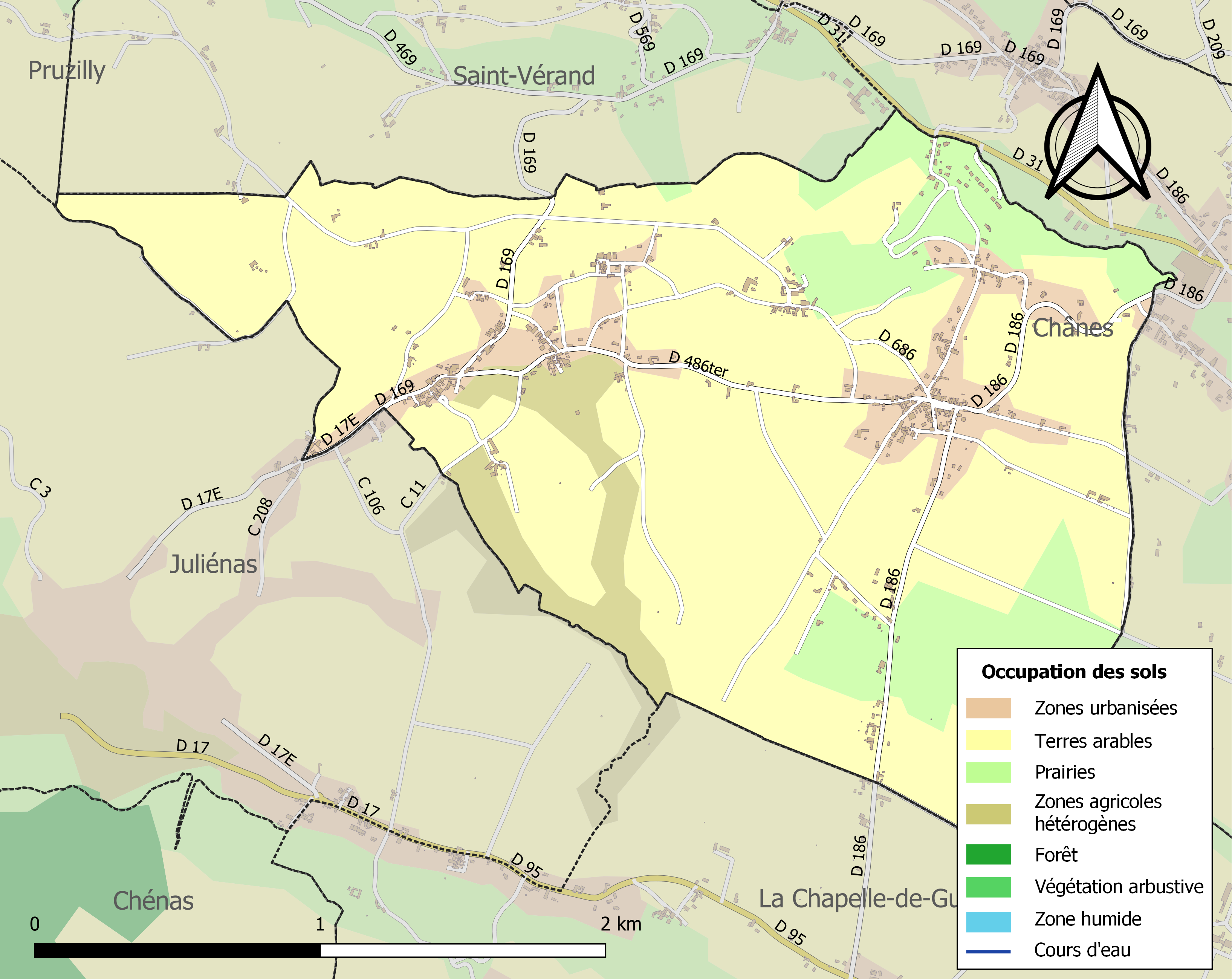
Carte des infrastructures et de l'occupation des sols de la commune en 2018 (CLC).

## Toponymie
En 1903, pour éviter la confusion entre Saint-Amour, chef-lieu de canton du Jura, et la commune du Mâconnais, on a accolé au nom de cette dernière celui de Bellevue (nom qui avait été donné à la commune à la Révolution).

## Histoire
Au cours de la Révolution française, la commune, alors nommée simplement Saint-Amour, porta provisoirement le nom de Bellevue avant de reprendre son nom précédent.
C'est en 1903 que la commune ajouta le nom révolutionnaire à son nom originel.

## Politique et administration
| Période                                  | Période   | Identité              | Étiquette | Qualité |
| ---------------------------------------- | --------- | --------------------- | --------- | ------- |
| ca 1878                                  |           | Jean-Baptiste Mornand |           |         |
| mars 1983                                | mars 2014 | Paul Spay             |           |         |
| mars 2014                                | en cours  | Josiane Casbolt       |           |         |
| Les données manquantes sont à compléter. |           |                       |           |         |

### Jumelages
Saint-Amour-Bellevue figure parmi les quinze premières communes de Saône-et-Loire à avoir établi – puis officialisé – des liens d'amitié avec une localité étrangère.
La commune est jumelée avec :  Durbuy (Belgique).

## Démographie
Les habitants s'appellent les Sanctamoriens.
L'évolution du nombre d'habitants est connue à travers les recensements de la population effectués dans la commune depuis 1793. Pour les communes de moins de 10 000 habitants, une enquête de recensement portant sur toute la population est réalisée tous les cinq ans, les populations de référence des années intermédiaires étant quant à elles estimées par interpolation ou extrapolation. Pour la commune, le premier recensement exhaustif entrant dans le cadre du nouveau dispositif a été réalisé en 2008.

En 2022, la commune comptait 590 habitants, en évolution de +7,66 % par rapport à 2016 (Saône-et-Loire : −1,06 %, France hors Mayotte : +2,11 %).
| 1793 | 1800 | 1806 | 1821 | 1831 | 1836 | 1841 | 1846 | 1851 |
| ---- | ---- | ---- | ---- | ---- | ---- | ---- | ---- | ---- |
| 739  | 667  | 686  | 760  | 794  | 786  | 765  | 764  | 786  |

| 1856 | 1861 | 1866 | 1872 | 1876 | 1881 | 1886 | 1891 | 1896 |
| ---- | ---- | ---- | ---- | ---- | ---- | ---- | ---- | ---- |
| 753  | 749  | 850  | 875  | 889  | 848  | 795  | 758  | 757  |

| 1901 | 1906 | 1911 | 1921 | 1926 | 1931 | 1936 | 1946 | 1954 |
| ---- | ---- | ---- | ---- | ---- | ---- | ---- | ---- | ---- |
| 764  | 740  | 719  | 574  | 534  | 530  | 493  | 542  | 488  |

| 1962 | 1968 | 1975 | 1982 | 1990 | 1999 | 2006 | 2008 | 2013 |
| ---- | ---- | ---- | ---- | ---- | ---- | ---- | ---- | ---- |
| 514  | 538  | 502  | 455  | 492  | 460  | 524  | 542  | 542  |

| 2018 | 2022 | - | - | - | - | - | - | - |
| ---- | ---- | - | - | - | - | - | - | - |
| 567  | 590  | - | - | - | - | - | - | - |

## Économie

Les vignobles du Mâconnais.

### Viticulture
En plus de l'AOC Saint-Amour, la commune viticole de Saint-Amour-Bellevue a l'autorisation de produire les vins AOC : Saint-Véran, Beaujolais Villages, Beaujolais, Bourgogne aligoté, Bourgogne, Mâcon, Bourgogne Passe-tout-grains, Coteaux Bourguignons, Crémant de Bourgogne, Bourgogne mousseux ainsi que l'IGP Saône-et-Loire.

### Tourisme
Saint-Amour-Bellevue est l'une des étapes sur la Route des vins Mâconnais-Beaujolais créée en 1986 (circuit numéro 8, boucle d'environ quarante-cinq kilomètres conduisant à découvrir le vignoble de douze villages entre Mâconnais et Beaujolais).

## Vie locale

### Enseignement
Deux écoles (de la petite section de maternelle au cours préparatoire) situées au bourg fonctionnent à Saint-Amour-Bellevue. Ces deux écoles ont un service de restaurant scolaire et garderie périscolaire.
Les classes de CE1 et CE2 sont situées sur la commune de Saint-Vérand. Les classes de CM1 et CM2 sont sur la commune de Pruzilly.
Un service de car est en place pour le ramassage des enfants vers et depuis leurs écoles. Le collège du secteur géographique se trouve à La Chapelle-de-Guinchay (collège Condorcet).

### Traditions et manifestations
- Les villages de Chânes, Saint-Vérand et Saint-Amour-Bellevue fêtent ensemble les conscrits.

## Lieux et monuments

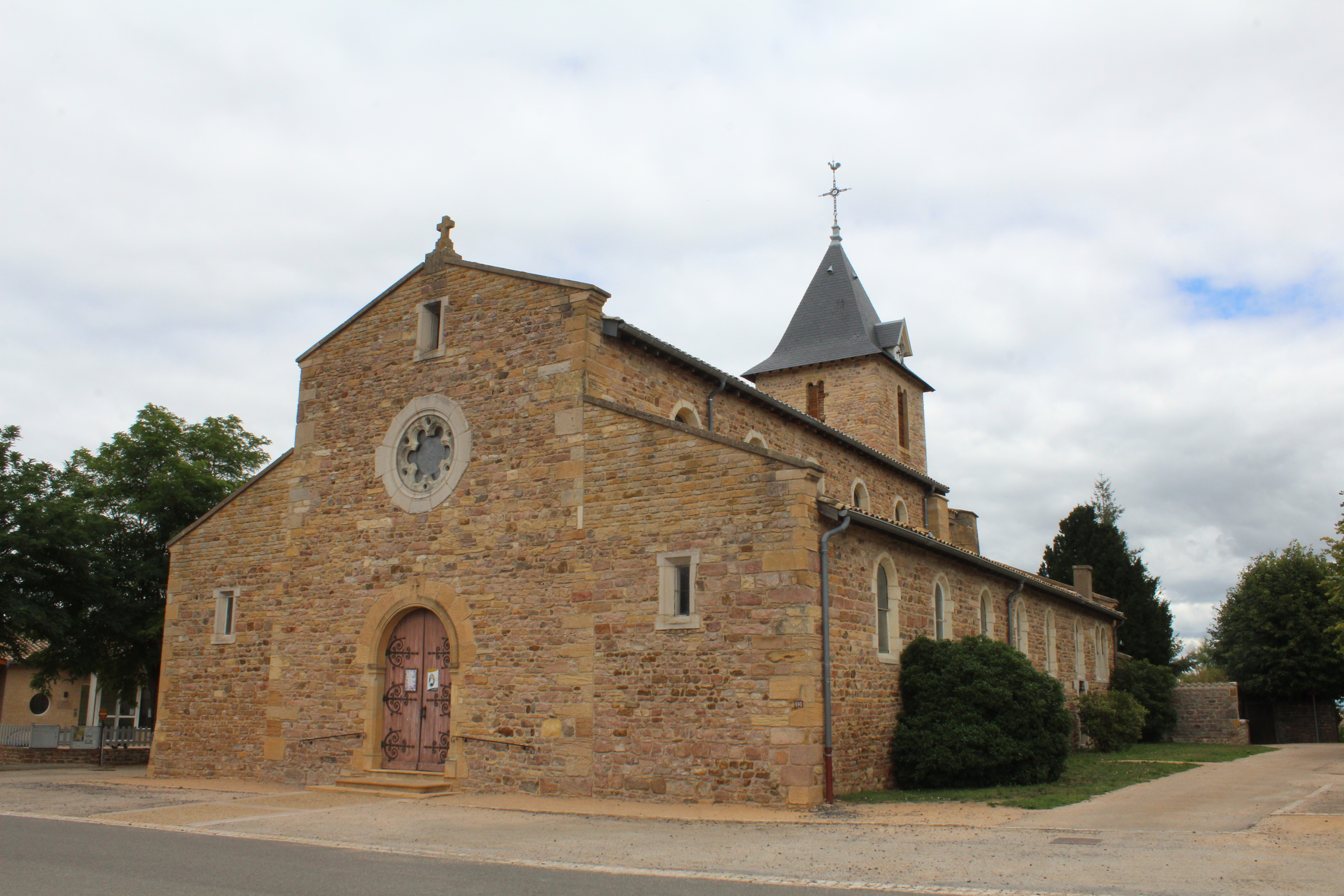
Église Saint-Amour.

- Saint-Amour-Bellevue dispose d'une église, placée sous le vocable de saint Amour et relevant de la paroisse Notre-Dame-des-Vignes en Sud-Mâconnais (La Chapelle-de-Guinchay). Elle contient un certain nombre de statues de saints : Saint Philippe, Saint André, Saint Jacques le Mineur, Saint Jacques le Majeur...
- Au hameau du Plâtre, sur la place, calvaire au piédestal gravé d'une inscription en latin datée de 1808 invitant à l'arrêt et à la méditation : « Arrête-toi ici voyageur et adore le Seigneur. »[24].

## Culte
Saint-Amour-Bellevue appartient à l'une des sept paroisses composant le doyenné de Mâcon (doyenné relevant du diocèse d'Autun) : la paroisse Notre-Dame-des-Vignes en Sud-Mâconnais, paroisse qui a son siège à La Chapelle-de-Guinchay et qui regroupe quatorze villages du Mâconnais.

## Pour approfondir